# Si las estrellas hablaran
Si las estrellas hablaran (en hangul, 별들에게 물어봐; en hanja, 星들에게 물어봐; romanización revisada, Byeoldeur-ege mur-eobwa; literalmente, «Pregunta a las estrellas») es una serie de televisión surcoreana escrita por Seo Sook-hyang, dirigida por Park Shin-woo y protagonizada por Lee Min-ho y Gong Hyo-jin. Se emitió por el canal tvN desde el 4 de enero de 2025 los sábados y domingos a las 21:20 (hora local coreana). También está disponible en la plataforma Netflix para numerosos países del mundo.

## Sinopsis
Una astronauta y un turista espacial que viven en mundos lejanos entre sí y tienen objetivos distintos viajan al espacio y, sin imaginárselo, acaban enamorándose. Gong Ryong es un médico que pagó una cantidad astronómica de dinero para ir al espacio; la comandante Eve Kim arriesgó su vida para ir a una misión espacial: la convivencia entre ambos no puede ser fácil.

## Reparto

### Principal
- Lee Min-ho como Gong Ryong, un obstetra-ginecólogo con un fuerte sentido de la responsabilidad que llega a la estación espacial como turista. Pero también es el futuro yerno del presidente del Grupo MZ, el conglomerado empresarial más grande de Corea, que se dirige al espacio con una misión secreta.[2][3]
- Gong Hyo-jin como Eve Kim, una astronauta coreanoestadounidense, comandante de la estación espacial. Es una perfeccionista que sigue rigurosamente los principios y no tolera ni el más mínimo error en un universo lleno de peligros.[2][3][4]
- Han Ji-eun como Choi Go-eun, directora ejecutiva de MZ Electronics. Es hija del presidente del grupo MZ y prometida de Ryong. Es una mujer inteligente, bella y hábil, que odia perder. Para no perder con su hermano mayor, estudia y se prepara para el proceso de sucesión en el grupo MZ.[2][5][6]
- Oh Jung-se como Kang Kang-soo, un científico investigador de la mosca de la fruta que trabaja en la estación espacial. Es el segundo hijo de una familia propietaria de una empresa financiera de talla mundial; de personalidad fría y arrogante, vive una vida tranquila hasta que de repente se aventura en el espacio y disfruta de una peligrosa escapada.[2][3][7]

### Secundario

#### Centro de Control Terrestre
- Kim Joo-heon como Park Dong-ah, un astronauta veterano que ha estado en la estación espacial tres veces y es miembro del MCC de Seúl con Eve. Es de carácter rudo pero sencillo e instintivo.[2][8]
- Lee El como la jefa Kang Tae-hee, que dirige el Centro de Control Terrestre MCC que conecta el espacio y la Tierra.[2][9]
- Lee Cho-hee como Dona Lee, hermana gemela de Mina, médica que se ocupa de atender a los astronautas.[2][3]
- Jae Hee como guía de operaciones de vuelo en el MCC.
- Park Ye-young como Ma Eun-soo, una científica que experimenta con ratones.[9]
- Lee Hyun-kyoon como Han Si-won.[9]

#### Personal de la estación espacial (ILS)
- Lee Cho-hee como Mina Lee, hermana gemela de Dona, científica espacial a cargo de las plantas de la ILS.[3][10]
- Heo Nam-jun como Lee Seung-joon, un científico espacial que estudia ratones con demencia en el espacio.[2][10]
- Alex Hafner como Santiago González García, un astronauta español, comandante de la nave.[9]

#### Grupo MZ
- Kim Eung-soo como Choi Jae-ryong, presidente del grupo y padre de Go-eun.[11]
- Baek Eun-hye como Na Min-jung, una pediatra del hospital MZ, nuera de una familia chaebol.[12][13]
- Im Sung-jae como Jeon Yi-man, un profesor de obstetricia y ginecología del hospital MZ.
- Kim Kyung-deok como el secretario Ko.

#### Madres de Gong Ryong
- Jeon Soo-kyung como Ji Hwa-ja, la mayor de las tres madres.[1]
- Choi Jung-won como Jang Mi-hwa.[1]
- Jung Young-joo como Jung Na-mi, la más joven de las madres de Ryong.[1][14]

#### Otros
- Lee Doo-seok como Choi Dong-hoon.

### Apariciones especiales
- Park Jin-joo como Kim So-yeon, una periodista de la SBC que informa sobre la misión espacial (capítulo 1).[15]
- Cho Jung-seok como un presentador de televisión de la SBC que informa sobre la misión espacial (capítulo 1).[16]
- Baek Ji-won como una adivina (capítulo 5).[17][18]

## Producción
Si las estrellas hablaran es una producción de KeyEast y MYM Entertainment para tvN. Tuvo un larguísimo período de preparación (en marzo de 2022 se publicaba que llevaba preparándose cinco años) y un presupuesto muy alto: el costo de producción fue de alrededor de 50 000 millones de wones, buena parte del cual necesario para la construcción de decorados. La posproducción, incluidos los efectos visuales, tuvo un costo de 10 000 millones de wones.
La guionista es Seo Sook-hyang, que ganó prestigio con los guiones de Pasta (MBC, 2010) y Celos encarnados (SBS, 2016). El director es Park Shin-woo; también lo fue de las series de éxito Está bien no estar bien (tvN, 2020) y Amor en la ciudad (Kakao TV, 2020-21).
El 18 de noviembre de 2021 se anunció que se había ofrecido un papel de protagonista a Lee Min-ho; un portavoz de su agencia declaró que no se había confirmado aún su participación. También se mencionaba que Gong Hyo-jin sería la protagonista femenina. El 26 de enero de 2022 se añadió el nombre de Oh Jung-se, cuya agencia anunció haber recibido también una oferta que se estaba considerando; y el 4 de abril también Han Ji-eun confirmó que tomaría parte en la serie. El 28 de marzo Lee y Gong fueron confirmados como protagonistas. Por entonces se preveía que el rodaje comenzara en abril, con el objetivo de estrenar la serie en 2023. El 20 de mayo, en efecto, se estaba rodando.
El rodaje se completó, al menos para los protagonistas, el 8 de febrero de 2023, y después siguió un largo período de posproducción que incluyó la realización de los efectos especiales.

### Promoción
El 31 de octubre de 2024 tvN anunció que había programado la emisión de la serie para el mes de enero de 2025. El 20 de noviembre fijó la fecha de estreno para el día 4, así como su emisión simultánea en Netflix, que por su parte distribuyó algunos fotogramas. Dos días después se lanzaron las primeras imágnes de los dos protagonistas Lee Min-ho y Gong Hyo-jin. El 10 de diciembre se lanzó el cartel de grupo con los doce personajes principales. El 24 de diciembre se publicaron nuevos fotogramas de los personajes en ausencia de gravedad durante su vida cotidiana en la estación espacial, situada a 10 000 kilómetros de la Tierra.
La producción se presentó a la prensa el 18 de diciembre de 2024, en The Saint (Guro-gu, Seúl). A la misma asistieron el director y los cuatro protagonistas.

## Recepción
Ya antes de su puesta en onda, la serie generó muchas expectativas por varios motivos: el largo proceso de cinco años de preparación, el gran presupuesto con que contó, para lo que es usual en este tipo de producciones, los nombres de su guionista y su director, y por último la identidad de los protagonistas, en especial Lee Min-ho y Gong Hyo-jin, que volvía a la televisión tras una larga pausa desde Cuando la camelia florece.

### Audiencia
Dichas expectativas se vieron defraudadas por el pobre desempeño de la serie, que alcanzó un máximo del 3,883 % en el segundo episodio, y a continuación ni siquiera rebasó la barrera del 3 %. La serie a la que reemplazó en la misma franja horaria, Love Your Enemy, obtuvo en su último capítulo el 6,5 %. La prensa tildó estos resultados de «humillación», tratándose de la primera producción para sábados y domingos en la historia del canal que en varios capítulos no rebasaba el 2 % desde Melting Me Softly en 2019. Este fracaso comercial se reflejó incluso en el precio de las acciones de la productora, CJ ENM.
| Temporada | Temporada | Episodio número | Episodio número | Episodio número | Episodio número | Episodio número | Episodio número | Episodio número | Episodio número | Episodio número | Episodio número | Episodio número | Episodio número | Episodio número | Episodio número | Episodio número | Episodio número | Promedio |
| Temporada | Temporada | 1               | 2               | 3               | 4               | 5               | 6               | 7               | 8               | 9               | 10              | 11              | 12              | 13              | 14              | 15              | 16              | Promedio |
| --------- | --------- | --------------- | --------------- | --------------- | --------------- | --------------- | --------------- | --------------- | --------------- | --------------- | --------------- | --------------- | --------------- | --------------- | --------------- | --------------- | --------------- | -------- |
|           | 1         | 890             | 969             | 628             | 744             | 462             | 721             | 425             | 521             | 500             | 673             | 454             | 572             | 436             | 454             | 393             | 593             | 590      |

| Episodio | Fecha de emisión      | Índices de audiencia (Nielsen Korea) | Índices de audiencia (Nielsen Korea) |
| Episodio | Fecha de emisión      | Nacional                             | Seúl                                 |
| --- | --------------------- | ------------------------------------ | ------------------------------------ |
| 1 | 4 de enero de 2025    | 3,324 % (1.ª)                        | 3,818 % (1.ª)                        |
| 2 | 5 de enero de 2025    | 3,883 % (1.ª)                        | 3,910 % (1.ª)                        |
| 3 | 11 de enero de 2025   | 2,237 % (4.ª)                        | 2,679 % (3.ª)                        |
| 4 | 12 de enero de 2025   | 2,781 % (2.ª)                        | 3,042 % (1.ª)                        |
| 5 | 18 de enero de 2025   | 1,8 % (ND)                           | 1,939 % (6.ª)                        |
| 6 | 19 de enero de 2025   | 2,905 % (4.ª)                        | 3,076 % (2.ª)                        |
| 7 | 25 de enero de 2025   | 1,826 % (10.ª)                       | 2,144 % (2.ª)                        |
| 8 | 26 de enero de 2025   | 2,199 % (5.ª)                        | 2,321 % (1.ª)                        |
| 9 | 1 de febrero de 2025  | 2,075 % (4.ª)                        | 2,078 % (3.ª)                        |
| 10 | 2 de febrero de 2025  | 2,693 % (1.ª)                        | 2,791 % (1.ª)                        |
| 11 | 8 de febrero de 2025  | 1,898 % (3.ª)                        | 1,786 % (3.ª)                        |
| 12 | 9 de febrero de 2025  | 2,073 % (2.ª)                        | 2,039 % (2.ª)                        |
| 13 | 15 de febrero de 2025 | 1,852 % (3.ª)                        | 2,103 % (3.ª)                        |
| 14 | 16 de febrero de 2025 | 1,928 % (2.ª)                        | 1,980 % (1.ª)                        |
| 15 | 22 de febrero de 2025 | 1,783 % (3.ª)                        | 2,097 % (2.ª)                        |
| 16 | 23 de febrero de 2025 | 2,550 % (1.ª)                        | 2,517 % (1.ª)                        |
| Promedio | Promedio              | 2,363 %                              | 2,520 %                              |
| - En la tabla superior, los números azules representan las calificaciones más bajas y los números rojos representan las más altas. - Esta serie se transmite en un canal de cable/televisión de pago, que normalmente tiene una audiencia menor respecto a las emisoras de televisión públicas/gratuitas (KBS, SBS, MBC y EBS). |                       |                                      |                                      |

### Crítica
Los decepcionantes resultados de audiencia de la serie llevaron a algunos observadores a buscar las causas. Para el crítico cultural Jeong Deok-hyeon, «Hay una disonancia entre lo que los espectadores esperan cuando piensan en el género de ciencia ficción y lo que la obra realmente muestra». Jeong se pregunta si los espectadores realmente querían una comedia romántica ambientada en una estación espacial: «incluso en una situación de crisis, intentan crear una atmósfera de comedia romántica, pero estas partes se sienten forzadas». Otros defectos de la serie son lo enrevesado de la trama, el recurso a clichés como el del secreto de nacimiento, y sobre todo la incapacidad de poder aprovechar a actores tan destacados como son los protagonistas, cuya presencia física se diluye en el espacio.